# Семёновский сельский совет (Каховский район)
Семёновский сельский совет ((укр. Семенівська сільська́ ра́да) — административно-территориальная единица в составе
Каховского района
Херсонской области
Украины.
Административный центр сельского совета находится в
с. Семёновка
.

## История
- 1921 — дата образования.

## Населённые пункты совета
- с. Семёновка
- с. Черноморовка